# 聖特雷西尼亞 (帕拉伊巴州)

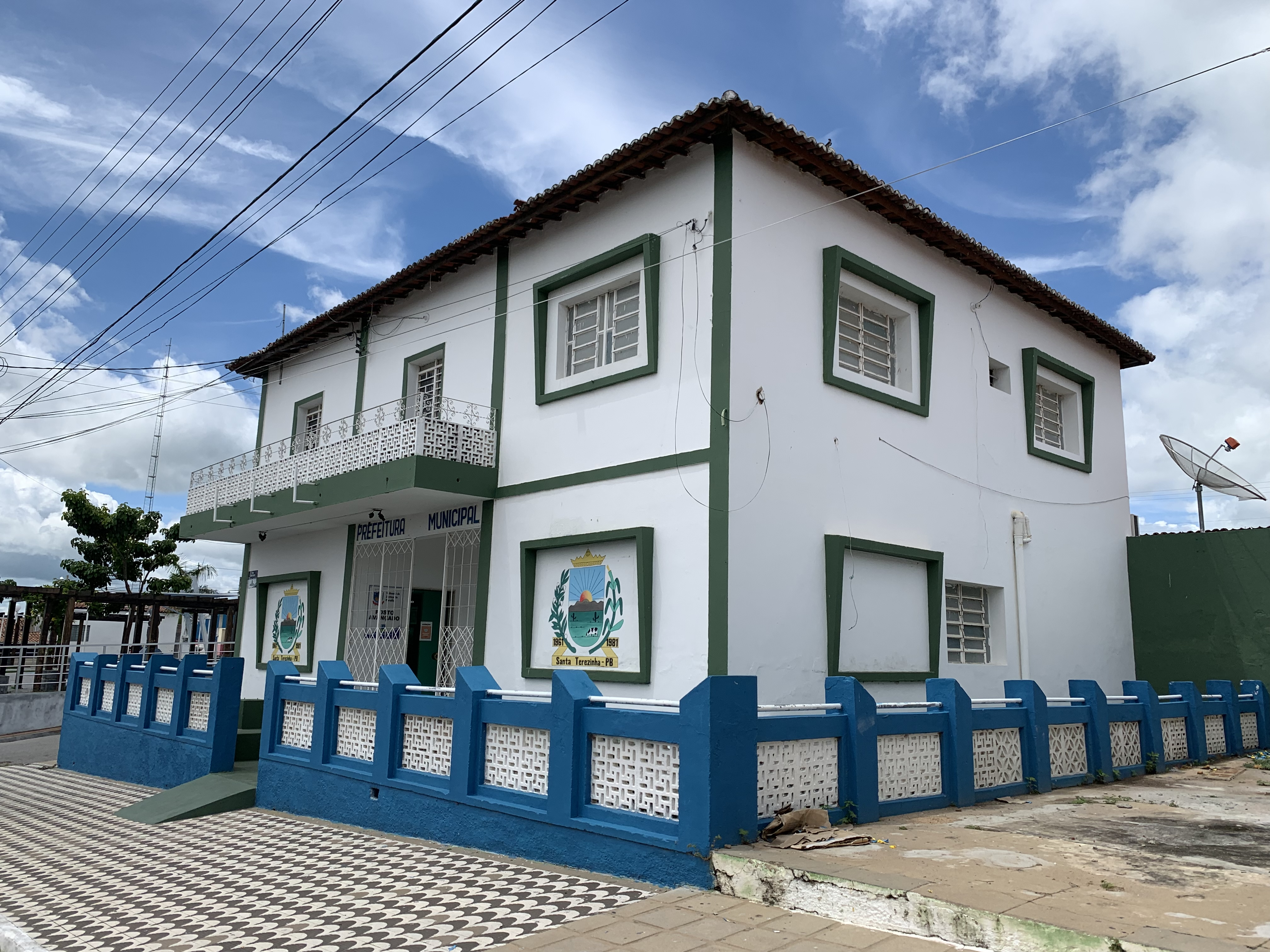
聖特雷西尼亞

聖特雷西尼亞（葡萄牙語：Santa Terezinha），是巴西的城鎮，位於該國東北部，由帕拉伊巴州負責管轄，始建於1961年12月22日，面積357.9平方公里，海拔高度208米，2010年人口4,581，人口密度每平方公里12.8人。